# Златни глобус за најбољи играни филм (драма)
Златни глобус за најбољи играни филм (драма) (енгл. Golden Globe Award for Best Motion Picture – Drama) једна је од награда Златни глобус коју од 1951. додељује Холивудско удружење страних новинара (енгл. Hollywood Foreign Press Association).
Од 1944. године када су Златни глобуси први пут додељени постојала је једна награда за Најбољи играни филм, која је на додели 1951. подељена у две категорије у којима се додељује и данас - за најбољу драму и за најбољи мјузикл или комедију.

### 1950-е
| Година | Добитници и номиновани                                                                    |
| ------ | ----------------------------------------------------------------------------------------- |
| 1951.  | Место под сунцем                                                                          |
| 1951.  | Блиства победа · Детективска прича · Кво вадис · Трамвај звани жеља                       |
| 1952.  | Највећа представа на свету                                                                |
| 1952.  | Врати се, мала Шибо · Срећно време · Тачно у подне · Лопов                                |
| 1953.  | Гардеробер                                                                                |
| 1954.  | На доковима Њујорка                                                                       |
| 1955.  | Источно од раја                                                                           |
| 1956.  | Пут око света за 80 дана                                                                  |
| 1956.  | Див · Жудња за животом · Човек који је призивао кишу · Рат и мир                          |
| 1957.  | Мост на реци Квај                                                                         |
| 1957.  | Сајонара · Дванаест гневних људи · Дивљи ветар · Сведок оптужбе                           |
| 1958.  | Бег у ланцима                                                                             |
| 1958.  | Мачка на усијаном лименом крову · Код куће пре мрака · Желим да живим! · Одвојени столови |
| 1959.  | Бен Хур                                                                                   |
| 1959.  | Анатомија једног убиства · Дневник Ане Франк · Прича о калуђерици · Последња обала        |

### 1960-е
| Година | Добитници |
| ------ | --- |
| 1960.  | Спартак |
| 1960.  | Елмер Гентри · Наследи ветар · Синови и љубавници · Зора у Кампобелу |
| 1961.  | Топови са Наварона |
| 1961.  | Ел Сид · Фани · Нирнбершки процес · Сјај у трави |
| 1962.  | Лоренс од Арабије |
| 1962.  | Чепменов извештај · Дани вина и ружа · Фројд: Тајна страст · Хемингвејове авантуре младог човека · Лиса · Најдужи дан · Чудотворка · Побуна на броду Баунти · Убити птицу ругалицу |
| 1963.  | Кардинал |
| 1963.  | Америка, Америка · Капетан Њуман · Старатељи · Клеопатра · Велико бекство · Хад · Пољски љиљани                                                                                    |
| 1964.  | Бекет |
| 1964.  | Башта креде · Драго срце · Ноћ игуане · Грк Зорба |
| 1965.  | Доктор Живаго |
| 1965.  | Сакупљач · Фениксов лет · Парче плаве · Брод будала |
| 1966.  | Човек за сва времена |
| 1966.  | Рођен слободан · Професионалци · Каменчићи у песку · Ко се боји Вирџиније Вулф? |
| 1967.  | У врелини ноћи |
| 1967.  | Бони и Клајд · Далеко од разуздане гомиле · Погоди ко долази на вечеру · Хладнокрвно убиство                                                                                       |
| 1968.  | Зима једног лава |
| 1968.  | Чарли · Намештаљка · Срце је усамљени ловац · Рибарове ципеле |
| 1969.  | Ана од хиљаду дана |
| 1969.  | Буч Касиди и Санденс Кид · Поноћни каубој · Најбоље године госпођице Џин Броди · Коње убијају, зар не?                                                                             |

### 1970-е
| Година | Добитници и номиновани                                                                                             |
| ------ | --- |
| 1970.  | Љубавна прича |
| 1970.  | Аеродром · Пет лаких комада · Никада нисам певао свом оцу · Патон                                                  |
| 1971.  | Француска веза |
| 1971.  | Паклена поморанџа · Последња биоскопска представа · Мери, краљица Шкота · Лето '42                                 |
| 1972.  | Кум |
| 1972.  | Ослобођење · Махнитост · Посејдонова авантура · Њушкало                                                            |
| 1973.  | Истеривач ђавола                                                                                                   |
| 1973.  | Љубав само до поноћи · Дани шакала · Последњи танго у Паризу · Спасите тигра · Серпико                             |
| 1974.  | Кинеска четврт |
| 1974.  | Прислушкивање · Земљотрес · Кум 2 · Жена под утицајем                                                              |
| 1975.  | Лет изнад кукавичјег гнезда                                                                                        |
| 1975.  | Бери Линдон · Пасје поподне · Ајкула · Нешвил                                                                      |
| 1976.  | Роки |
| 1976.  | Сви председникови људи · Предодређен за славу · ТВ мрежа · Путовање проклетих                                      |
| 1977.  | Прекретница |
| 1977.  | Блиски сусрети треће врсте · Никад ти нисам обећао врт с ружама · Џулија · Звездани ратови — епизода IV: Нова нада |
| 1978.  | Поноћни експрес |
| 1978.  | Повртака кући · Божанствени дани · Ловац на јелене · Слободна жена                                                 |
| 1979.  | Крамер против Крамера                                                                                              |
| 1979.  | Апокалипса данас · Кинески синдром · Менхетн · Норма Реј                                                           |

### 1980-е
| Година | Добитници и номиновани                                                                                                 |
| ------ | --- |
| 1980.  | Обични људи |
| 1980.  | Човек слон · Девета конфигурација · Разјарени бик · Каскадер                                                           |
| 1981.  | На Златном језеру |
| 1981.  | Жена француског поручника · Принц града · Црначки ритам · Црвени                                                       |
| 1982.  | Е. Т. ванземаљац |
| 1982.  | Нестали · Официр и џентлмен · Софијин избор · Пресуда                                                                  |
| 1983.  | Време нежности |
| 1983.  | Рубен, Рубен · Пут у свемир · Силквуд · Нежно милосрђе                                                                 |
| 1984.  | Амадеус |
| 1984.  | Котон клаб · Поља смрти · Места у срцу · Војникова прича                                                               |
| 1985.  | Моја Африка |
| 1985.  | Боја пурпура · Пољубац жене паука · Помахнитали воз · Сведок                                                           |
| 1986.  | Вод |
| 1986.  | Деца мањег бога · Мисија · Мона Лиза · Соба са погледом · Остани уз мене                                               |
| 1987.  | Последњи кинески цар                                                                                                   |
| 1987.  | Вапај за слободом · Царство сунца · Фатална привлачност · Ла Бамба · Полудела                                          |
| 1988.  | Кишни човек |
| 1988.  | Случајни туриста · Плач у тами · Гориле у магли · Мисисипи у пламену · Живот у бекству · Неподношљива лакоћа постојања |
| 1989.  | Рођен 4. јула |
| 1989.  | Злочини и преступи · Друштво мртвих песника · Уради праву ствар · Слава                                                |

### 1990-е
| Година | Добитници и номиновани                                                            |
| ------ | --------------------------------------------------------------------------------- |
| 1990.  | Плес са вуковима                                                                  |
| 1990.  | Авалон · Кум 3 · Добри момци · Преокрет среће                                     |
| 1991.  | Багзи                                                                             |
| 1991.  | Џ. Ф. К. · Принц плиме · Кад јагањци утихну · Телма и Луиз                        |
| 1992.  | Мирис жене                                                                        |
| 1992.  | Игра плакања · Неколико добрих људи · Хауардов крај · Неопростиво                 |
| 1993.  | Шиндлерова листа                                                                  |
| 1993.  | Доба невиности · У име оца · Клавир · Остаци дана                                 |
| 1994.  | Форест Гамп                                                                       |
| 1994.  | Легенда о јесени · Нел · Петпарачке приче · Квиз                                  |
| 1995.  | Разум и осећајност                                                                |
| 1995.  | Аполо 13 · Храбро срце · Мостови округа Медисон · Напуштајући Лас Вегас           |
| 1996.  | Енглески пацијент                                                                 |
| 1996.  | Кроз таласе · Народ против Ларија Флинта · Тајне и лажи · Сјај                    |
| 1997.  | Титаник                                                                           |
| 1997.  | Амистад · Боксер · Добри Вил Хантинг · Поверљиво из Л. А.                         |
| 1998.  | Спасавање редова Рајана                                                           |
| 1998.  | Елизабета · Богови и чудовишта · Шаптач коњима · Труманов шоу                     |
| 1999.  | Америчка лепота                                                                   |
| 1999.  | Крај једне љубавне приче · Ураган · Пробуђена савест · Талентовани господин Рипли |

### 2000-е
| Година | Добитници и номиновани                                                                             |
| ------ | -------------------------------------------------------------------------------------------------- |
| 2000.  | Гладијатор                                                                                         |
| 2000.  | Били Елиот · Ерин Брокович · Сунце · Путеви дроге · Златни момци                                   |
| 2001.  | Блистави ум                                                                                        |
| 2001.  | У спаваћој соби · Господар прстенова: Дружина прстена · Човек који није био ту · Булевар звезда    |
| 2002.  | Сати                                                                                               |
| 2002.  | Све о Шмиту · Банде Њујорка · Господар прстенова: Две куле · Пијаниста                             |
| 2003.  | Господар прстенова: Повратак краља                                                                 |
| 2003.  | Хладна планина · Господар и војсковођа · Мистична река · Сибискит                                  |
| 2004.  | Авијатичар                                                                                         |
| 2004.  | Блискост · У потрази за Недођијом · Хотел Руанда · Кинси · Девојка од милион долара                |
| 2005.  | Планина Броукбек                                                                                   |
| 2005.  | Брижни баштован · Лаку ноћ и срећно · Насилничка прошлост · Завршни ударац                         |
| 2006.  | Вавилон                                                                                            |
| 2006.  | Боби · Двострука игра · Интимне ствари · Краљица                                                   |
| 2007.  | Покајање                                                                                           |
| 2007.  | Амерички гангстер · Заклетва · Сјајни говорници · Мајкл Клејтон · Нема земље за старце · Биће крви |
| 2008.  | Милионер са улице                                                                                  |
| 2008.  | Необични случај Бенџамина Батона · Фрост/Никсон · Читач · Револуционарни пут                       |
| 2009.  | Аватар                                                                                             |
| 2009.  | Катанац за бол · Проклетници · Драгоцена · У ваздуху                                               |

### 2010-е
| Година | Добитници и номиновани                                                                |
| ------ | ------------------------------------------------------------------------------------- |
| 2010.  | Друштвена мрежа                                                                       |
| 2010.  | Црни лабуд · Боксер · Почетак · Краљев говор                                          |
| 2011.  | Потомци                                                                               |
| 2011.  | Служавке · Иго · Мартовске иде · Формула успеха · Ратни коњ                           |
| 2012.  | Арго                                                                                  |
| 2012.  | Ђангова освета · Пијев живот · Линколн · 00:30 — Тајна операција                      |
| 2013.  | Дванаест година ропства                                                               |
| 2013.  | Капетан Филипс · Гравитација · Филомина · Трка живота                                 |
| 2014.  | Одрастање                                                                             |
| 2014.  | Рвање са лудилом · Игра кодова · Селма · Теорија свега                                |
| 2015.  | Повратник                                                                             |
| 2015.  | Керол · Побеснели Макс: Ауто-пут беса · Соба · Под лупом                              |
| 2016.  | Месечина                                                                              |
| 2016.  | Гребен спаса · По цену живота · Лав · Манчестер на Мору                               |
| 2017.  | Три билборда испред Ебинга у Мисурију                                                 |
| 2017.  | Скривена љубав · Денкерк · Доушник · Облик воде                                       |
| 2018.  | Боемска рапсодија                                                                     |
| 2018.  | Црни пантер · Црни члан КККлана · Кад би Улица Бил могла да говори · Звезда је рођена |
| 2019.  | 1917                                                                                  |
| 2019.  | Ирац · Џокер · Прича о браку · Двојица папа                                           |

### 2020-е
| Година | Добитници и номиновани                                                                   |
| ------ | ---------------------------------------------------------------------------------------- |
| 2020.  | Земља номада                                                                             |
| 2020.  | Отац · Манк · Девојка која обећава · Суђење Чикашкој седморици                           |
| 2021.  | Моћ пса                                                                                  |
| 2021.  | Белфаст · Кода · Дина · Краљ Ричард: Предност у игри                                     |
| 2022.  | Фабелманови                                                                              |
| 2022.  | Аватар: Пут воде · Елвис · Тар · Топ ган: Маверик                                        |
| 2023.  | Опенхајмер                                                                               |
| 2023.  | Анатомија пада · Убиства под цветним месецом · Маестро · Прошли животи · Зона интереса   |
| 2024.  | Бруталиста                                                                               |
| 2024.  | Боб Дилан: Потпуни незнанац · Конклава · Дина: Други део · Момци из Никла · 5. септембар |